# Henry Rodríguez (baseball, 1990)
Pour les articles homonymes, voir Henry Rodríguez et Rodríguez.
Henry Alejandro Rodríguez Munoz (né le 9 février 1990 à Maracay, Aragua, Venezuela) est un joueur de deuxième but des Ligues majeures de baseball.

## Carrière
Henry Rodríguez signe son premier contrat professionnel en 2007 avec les Reds de Cincinnati. Ce joueur de deuxième but fait ses débuts dans le baseball majeur avec ce club le 2 septembre 2012. 
Il réussit son premier coup sûr au plus haut niveau le 8 septembre 2012 aux dépens du lanceur José Valdez, des Astros de Houston. Rodriguez dispute 12 matchs des Reds en 2012 et 9 autres en 2013. En 21 parties au total pour Cincinnati, il compte quatre coups sûrs, deux points produits et sa moyenne au bâton s'élève à ,174. Il est libéré par les Reds en mars 2014.